# 卡内瓦
卡内瓦（義大利語：Caneva），是意大利波代诺内省的一个市镇。总面积41.95平方公里，人口6542人，人口密度155.9人/平方公里（2009年）。ISTAT代码为093009。